# Клемансо (авианосец)
«Clemenceau» R 98 — французский авианосец, головной корабль своего типа, введён в эксплуатацию в ноябре 1961 года. 
Назван в честь премьер-министра Жоржа Клемансо, второй французский корабль, получивший это имя.

## История
В начале 50-х годов, США и Великобритания разработали ударные авианесущие корабли, способные нести авиационное ядерное оружие. Понимая преимущества данного типа вооружения, Франция, рассчитывая на технологическую помощь со стороны своих союзников, тоже начала разработку ударного авианосца. К сожалению для французского правительства, союзники не захотели делиться технологиями. 
После окончания строительства, данный корабль, и однотипный с ним «Фош» R 99 был введён в состав флота, как многоцелевой авианосец.
После разработки Францией собственной лёгкой авиационной ядерной бомбы, была проведена модернизация палубных штурмовиков Étendard до Super Étendard. Это позволило Франции разместить своё ядерное оружие на авианесущих кораблях, что позволяло в случае необходимости превратить их из многоцелевых в ударные.

## Описание
Лёгкий многоцелевой авианосец, предназначен для поддержки действий флота и десанта с воздуха, также в задачи R 98 входила борьба с подводными и надводными силами противника. Оснащён плоской полётной палубой. Посадочная площадка повёрнута на 8 градусов относительно линии корабля. На палубе установлены: 2 паровые катапульты, 2 самолётоподъёмника. Корабль способен принимать самолёты максимальной массой не более 18 тонн.

Под полётной палубой расположен ангар, размером: 180 х 25 м, вместимостью до 40 летательных аппаратов.

## Служба
Во время гражданской войны в Ливане (1982—1984), корабль постоянно менялся с «Фош» R 99, оказывая постоянную воздушную поддержку французским миротворческим силам. 
В 1987—1988 корабль принял участие в операции «Прометей». Авианосец расположился в Оманском заливе, для защиты французских торговых кораблей в Персидском заливе от иранских боевых катеров, во время войны между Ираном и Ираком. 
В 1990 году корабль, сопровождаемый ракетным крейсером Colbert и танкером Var, перевёз 40 вертолетов (SA-341F/ −342 Gazelles, SA-330 Pumas), три Br-1050 Alizés и грузовики в Ирак во время операции «Буря в пустыне».
В 1993—1996 годах было совершено несколько походов, во время которых совершаются боевые вылеты по поддержке сил ООН, на территории бывшей Югославии.
Корабль участвовал во многих учениях НАТО.
На авианосце был снят фантастический фильм режиссёра Ива Чампи «Небо над головой». В этом фильме о неудачном контакте с прилетевшими инопланетянами, который чуть не привел к ядерной войне, весьма впечатляюще показаны взлеты и посадки самолетов.

## Утилизация
31 декабря 2005 года начался переход Clemenceau в Аланг (Индия), однако Гринпис сразу же начал протестовать против планов Франции произвести разделку корабля: в 50-х годах XX века, когда корабль строился, никто не заботился об экологических особенностях материалов и корабль был построен с применением вредных асбеста, свинца, ртути. Уже 6 января 2006 года Верховный Суд Индии запретил вход корабля в воды Индии. В начале января 2006 года египетские власти лишили права прохода по Суэцкому каналу. 15 января Clemenceau наконец позволили пройти, но это решение тут же было раскритиковано всевозможными экологическими организациями, после чего президент Франции Жак Ширак приказал возвратить Clemenceau.
8 февраля 2009 корабль прибыл в Великобританию, его предполагается утилизировать на верфи компании «Эйбл ЮК».

## Галерея
- Super Étendards

## Примечание
1. ↑  Авианосец «Клемансо» R98 " ВМФ мира, боевые корабли. Дата обращения: 19 февраля 2009. Архивировано 16 марта 2011 года.
2. ↑  Clemenceau. Дата обращения: 27 февраля 2009. Архивировано 15 января 2009 года.
3. 1 2  CV Clemenceau & Foch
4. ↑  BBC NEWS | South Asia | Stay out, India tells toxic ship. Дата обращения: 27 февраля 2009. Архивировано 14 мая 2011 года.
5. ↑  BBC NEWS | World | South Asia | Egypt grants 'toxic' ship passage. Дата обращения: 27 февраля 2009. Архивировано 19 декабря 2008 года.
6. ↑  BBC NEWS | Europe | Chirac orders 'toxic' ship home. Дата обращения: 27 февраля 2009. Архивировано 12 февраля 2009 года.